# 拉科什决议
《拉科什决议》（匈牙利语：Rákosi végzés）是匈牙利王国的一份不具法律效力的决议，是由乌沟乔州贵族、法学家、纳多尔韦尔伯齐·伊什特万于1505年10月在拉科什田野召开的国会上所起草的。匈牙利普通贵族（匈牙利语：köznemesség，在匈牙利指没有爵位的贵族）在《拉科什法令》中一致表达了他们对来自外国的王位觊觎者的反对，并宣布他们将坚持选择一位出身于本民族的君主。他们在《拉科什法令》中指出匈牙利国家“恐怖的破碎和可耻的毁灭”是由外国出身的国王造成的，并且认为这些外国国王比奥斯曼人还要残酷地践踏匈牙利、压迫匈牙利人，使匈牙利国家失去了先前在这些地区拥有的领土：加利西亚、洛多梅里亚、保加利亚、拉马和塞尔维亚。尽管在乌拉斯洛二世国王的国会召集诏书中并无此意，普通贵族却仍武装出席国会。10月12日，特兰西瓦尼亚沃伊道（类似于总督）绍波尧伊·亚诺什的支持者（10位高阶神职人员、53位国家重臣与125位州代表）彼此缔结协定以互相保护，并于10月13日颁布了针对支持国王一派的决定。
《拉科什决议》明确规定：如果乌拉斯洛二世在未留下合法婚姻所生的男性继承人的情况下去世，那么他们将不承认女系继承，也不再选举外国统治者，而只会选择“出生在匈牙利的人”。

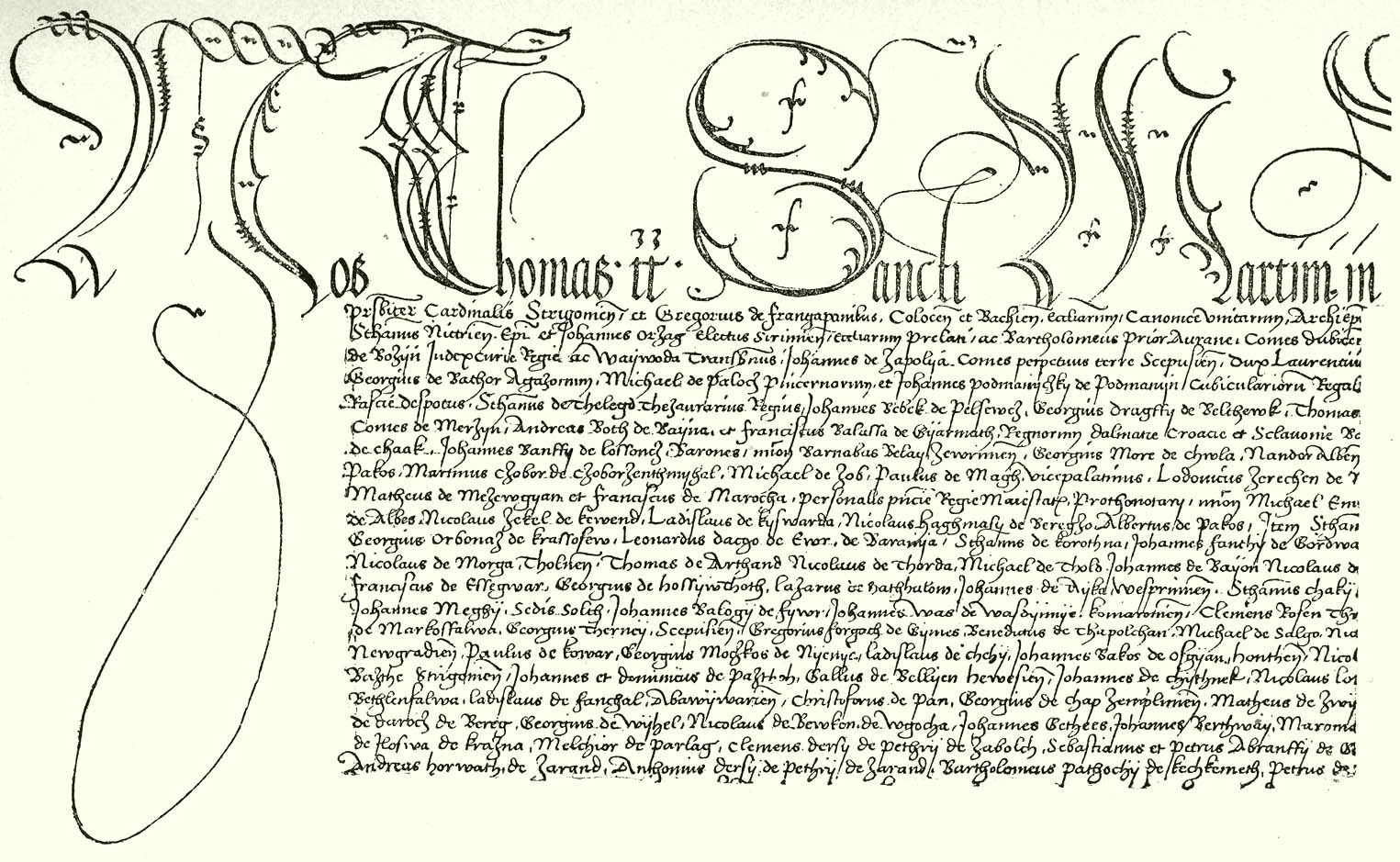
《拉科什决议》

## 背景
在匈雅提·马加什国王于1490年去世后，大贵族与普通贵族之间的斗争开始变得普遍。匈牙利政治生活实际上是由纳多尔绍波尧伊·伊什特万、埃斯泰尔戈姆总主教巴科茨·陶马什和文书长索特马尔·捷尔吉主导，而非由时任国王乌拉斯洛二世。普通贵族希望新国王由马加什之子科尔文·亚诺什担任，但在其于1504年去世后，国家最富有的大领主、特兰西瓦尼亚沃伊道绍波尧伊·亚诺什被视为新国王候选人。

## 影响
对乌拉斯洛二世的不信任在《拉科什决议》中表现得最为明显，因为匈牙利各等级将国家的衰败归咎于外来的君主。1505年的拉科什国会宣布，将来绝不再选举任何外族出身的国王。拉科什决议因未获国王批准，从未具有法律效力；而国王无论如何都不会批准这样一项与1491年《哈布斯堡–雅盖隆联姻条约》相抵触的国会决议。
乌拉斯洛二世因《拉科什决议》的影响，决意更新1491年的联姻条约，其具体体现是：1506年，他将女儿安娜许配给神圣罗马帝国皇帝马克西米利安一世的孙子斐迪南一世，并指定马克西米利安一世为其子女的监护人。
1515年7月22日，在维也纳的国王会议上，匈牙利、克罗地亚和波西米亚国王乌拉斯洛二世、神圣罗马帝国皇帝马克西米利安一世和波兰国王和立陶宛大公齐格蒙特一世确认了乌拉斯洛之子、九岁的拉约什二世的王位继承权，该安排是根据《哈布斯堡–雅盖隆家族联姻条约》决定的。在这次国王会议上上，三位君主决定拉约什二世与马克西米利安一世的孙女玛利亚订婚；同时还约定：在乌拉斯洛死后，由马克西米利安一世和齐格蒙德一世担任拉约什的监护人。此外，马克西米连还收拉约什为义子。1515年的条约既重申又修订了此前（1491年与1506年）的哈布斯堡–雅盖隆家族条约。
1516年3月13日，乌拉斯洛二世在六十岁时逝世。尽管匈牙利普通贵族早先曾表明立场，只从本国人中选出国王，但乌拉斯洛之子仍得以继承王位，因为他是合法的继承人，而贵族的选王权仅在国王无嗣去世的情况下才适用。十岁的拉约什在四月的国会上被宣布成年，并加冕为匈牙利国王。
1526年，拉约什二世在莫哈奇战役中战死。在拉约什二世逝世后没多久（他没有合法子嗣便去世了），匈牙利各阶层在塞克什白堡召开国会，并援引《拉科什决议》，一致选举在相当长一段时间里获绝大多数贵族支持的绍波尧伊·亚诺什为匈牙利国王。然而根据当时的法律，这场国会并不拥有选举国王的权利，因为其并不是由纳多尔召开的，尽管如此，绍波尧伊的支持者占据了国家的大部分地区，而且他走完了完整的加冕程序，完全合乎规范与习惯法。绍波尧伊还派遣了使团前往多个欧洲国家，且得到了法国国王弗朗索瓦一世和波兰国王齐格蒙特一世，以及教宗克莱孟七世对其匈牙利国王地位的承认。